# تشارلز فيرغسون باول
تشارلز فيرغسون باول (بالإنجليزية: Charles Ferguson Paul)‏ هو محامي وقاضي أمريكي، ولد في 26 أبريل 1902، وتوفي في 17 فبراير 1965.